# Bulbophyllum pleurothallopsis
Bulbophyllum pleurothallopsis là một loài phong lan thuộc chi Bulbophyllum.